# Ferrières-le-Lac
Ferrières-le-Lac è un comune francese di 161 abitanti situato nel dipartimento del Doubs nella regione della Borgogna-Franca Contea.

## Società

### Evoluzione demografica
Abitanti censiti